# Distretto di San Cristóbal (Moquegua)
Il distretto di San Cristóbal è uno dei sei distretti della provincia di Mariscal Nieto, in Perù. Si trova nella regione di Moquegua e si estende su una superficie di 542,73 chilometri quadrati.
Istituito il 31 gennaio 1944, ha per capitale la città di Calacoa.